# 鳥居三十郎
鳥居 三十郎（とりい さんじゅうろう、諱は和祚（まさよし）、1841年10月 - 1869年8月2日）は、越後村上藩の家老。戊辰戦争時には村上藩最年少の家老であり、奥羽越列藩同盟に参加して新政府軍と戦う。戦後、村上藩の責任を一身に背負って切腹。

## 生涯
天保12年(1841年)、鳥居三十郎は代々村上藩の家老職についた鳥居家の嫡男として、村上城下三の丸にて誕生した。父は村上藩家老の鳥居内蔵助和利。19歳で家老事務見習いとして江戸の村上藩邸に上った。慶応元年(1865年)9月、25歳で筆頭家老久永惣右衛門の娘じゅんと結婚。翌年には一人娘の光（てる）が誕生している。
江戸幕府崩壊後、村上藩は奥羽越列藩同盟に参加するも、7月11日（異説として7月16日）に藩主・内藤信民が自殺、藩内が混乱を極める中、 8月11日村上に新政府軍が接近。
藩論は抗戦か帰順か統一できなかったが、三十郎は抗戦派藩士約200名を自ら率いて村上を脱出。北の庄内藩を目指した。この際の混乱の最中に村上城は全焼（出火の原因は不明）したが、村上城下は無傷で残った。
やがて福井藩兵を先鋒とする新政府軍が村上に到着、久永惣右衛門・江坂与兵衛ら帰順派藩士らは新政府軍の詰所に出頭して降伏した。
村上から退去した三十郎ら抗戦派藩士らは庄内藩兵と合流し、羽越国境の鼠ヶ関で庄内藩兵と共同戦線を取った。三十郎らは9月1日鼠喰岩の戦いなど地の利を生かした戦いで約一ヶ月もの間、戊辰戦争終結まで新政府軍の庄内侵攻を防いだ。一方新政府軍に帰順した村上藩士らは新政府軍の要請によって鼠ヶ関に藩兵を派遣。結果村上藩は両陣営に分かれて戦うことになり、羽越国境の戦闘においては村上藩兵同士が戦うという事態が発生している。
戊辰戦争の後、三十郎は戦犯として東京に送られ、取調べの後に死罪が言い渡された。やがて処刑のために身柄は村上に送られ、安泰寺に幽閉された。藩内では三十郎の処刑に同情が集まり、処刑前の6月20日、三十郎を陥れたとして帰順派の代表江坂与兵衛が抗戦派藩士らに暗殺されるという事件が起きた。このため三十郎の処刑は6月25日に延期された。
村上藩は斬首という政府の命令を無視して安泰寺に切腹の場をもうけ、抗戦派藩士として三十郎とともに戦った山口生四郎が介錯をつとめた。夕刻、三十郎は切腹。享年29。遺体は翌日、市内の宝光寺に埋葬された。
辞世の和歌
- 「淡雪と　ともに我が身は　消ゆるとも　千代万代に　名をぞ残さ武」

述懐の歌
- 「去年の秋　去りにし君の　あと追うて　なかく彼の世に　事うまつらむ」
- 「五月雨に　濡れる我が身は　惜しからず　御恩の深き　君を思えば」

三十郎切腹ののち鳥居家は家名断絶となるが、明治16年（1883年）に家名は再興された。昭和43年（1968年）7月20日（旧6月25日）には新潟県村上市安泰寺において鳥居三十郎先生100年忌法要が行われている。

## 鳥居三十郎を扱った書籍
中島欣也『武士道残照　鳥居三十郎と伴百悦の死』　ISBN 9784770407221
河合敦『窮鼠の一矢』